# КФ Атлетик Америка
„Атлетик Америка“ (на каталунски CF Atlètic Amèrica) е андорски футболен отбор от град Ескалдес-Енгордан, Андора. Отборът играе в Андорската Пример Дивисио – най-високото ниво на андорския клубен футбол.
Основан през 2015 година. Няма собствен стадион и играе на стадионите на футболната федерация на Андора, а понякога играят в испанския граничен град Алас и Серк на стадион „Сентре Еспортиу д'Алас“ с капацитет 1500 зрители. Има и футболен отбор играещ футзал. Завършва на второ място във Втора лига 2022/23 и получава дебютния си сезон в Примерата.

## Успехи
- Купа на Андора:
  - 1/4 финалист (2): 2016/17, 2022/23
- Втора дивизия:
  -  Сребърен медалист (1): 2022/23 (промоция)
  -  Бронзов медал (1): 2016/17